# Walter de la Mare
Walter John de la Mare, OM, CH (Charlton, Kent, 25 de abril de 1873-Twickenham, 22 de junio de 1956), fue un poeta, cuentista, ensayista, dramaturgo y novelista inglés. Es recordado principalmente en su patria por su poema The Listeners (1912). Fue considerado por Thomas Hardy uno de los poemas más importantes del siglo y que sigue siendo uno de los poemas que más a menudo se incluyen en las antologías de poesía inglesa.
Contemporáneo y amigo de G. K. Chesterton, J. M. Barrie y Thomas Hardy, también fue importante escritor de cuentos infantiles y cuentos de fantasmas.

## Vida y obra
Nació en la ciudad de Kent, en el seno de una familia de ascendencia hugonote francesa, como su colega irlandés Joseph Sheridan Le Fanu. Fue educado en el "St. Paul's Choir School" de Londres. Su primer libro, Canciones de la infancia, fue publicado bajo el seudónimo "Walter Ramal". Su trabajo en una compañía petrolera le dejaba tiempo suficiente para escribir, y en 1908 recibió una pensión que le posibilitó concentrarse para siempre en sus libros.
La gran afición de De la Mare fue la fantasía, lo que, unido a la popularidad de sus libros infantiles, contribuyó en muchos casos a que se le dedicase menos atención de la que sin duda el gran escritor merecía.
De la Mare escribió algunos refinados cuentos de terror psicológico en los cuales se aprecia la mágica perfección de su estilo y su gran fuerza evocadora de lo fantasmal. Buenos ejemplos lo constituyen "La tía de Seaton" y "Qué sueños pueden venir". Su novela de 1921 Memorias de una enana le hizo ganar el premio de ficción "James Tait Black Memorial". En 1953 recibió la "Order of Merit" británica.
El cuentista de horror H. P. Lovecraft, en su ensayo El horror sobrenatural en la literatura afirmó de él:

Era un poeta cuyos versos fantasmales y exquisita prosa están sellados con las huellas de una misteriosa visión que cala hondamente en las esferas veladas de la belleza y las tremendas y escondidas dimensiones del ser humano.

De la Mare fue igualmente autor de una celebrada antología de poesía inglesa, en su mayor parte infantil: Come Hither (1923, Ven aquí) que incluía a los más importantes poetas y escritores georgianos del momento.
De la Mare tenía un concepto muy original de imaginación: consideraba que existían dos tipos, o mejor, aspectos, de la misma en el ser humano: la propia de los niños y la de los muchachos. Aseguraba que era en el límite de ambas donde habían vivido Shakespeare, Dante y el resto de grandes poetas de la historia.
En 1947 sufrió una trombosis coronaria, y murió de otra en 1956. Está enterrado en la catedral de San Pablo de Londres.
Este autor no ha sido bien traducido al castellano hasta fecha reciente. Merece la pena destacar una selección de sus cuentos macabros publicada en dos volúmenes y traducida por Francisco Torres Oliver: La tía de Seaton y La orgía: un idilio (Ed. Alfaguara).

### Novelas
- Henry Brocken (1904)
- The Three Mulla Mulgars (1910) — también publicado como The Three Royal Monkeys
- The Return (1910)
- Memoirs of a Midget (1921)
- At First Sight  (1930)

### Colecciones de cuentos
- The Riddle and Other Stories (1923)
- Ding Dong Bell (1924)
- Broomsticks and Other Tales (1925)
- The Connoisseur and Other Stories (1926)
- On the Edge (1930)
- The Lord Fish (1930)
- The Walter de la Mare Omnibus (1933)
- The Wind Blows Over (1936)
- The Nap and Other Stories (1936)
- The Best Stories of Walter de la Mare (1942)
- A Beginning and Other Stories (1955)
- Eight Tales (1971)

### Poesía
- Songs of Childhood (1902)
- The Listeners (1912)
- Peacock Pie (1913)
- The Marionettes (1918)
- O Lovely England (1952)
- Silver

### Teatro
- Crossings: A Fairy Play (1923)

### No ficción
- Some Women Novelists of the 'Seventies (1929)
- Desert Islands and Robinson Crusoe (1930)

### Antologías editadas
- Come Hither (1923)
- Behold, This Dreamer! (1939)